# Université du Québec en Outaouais

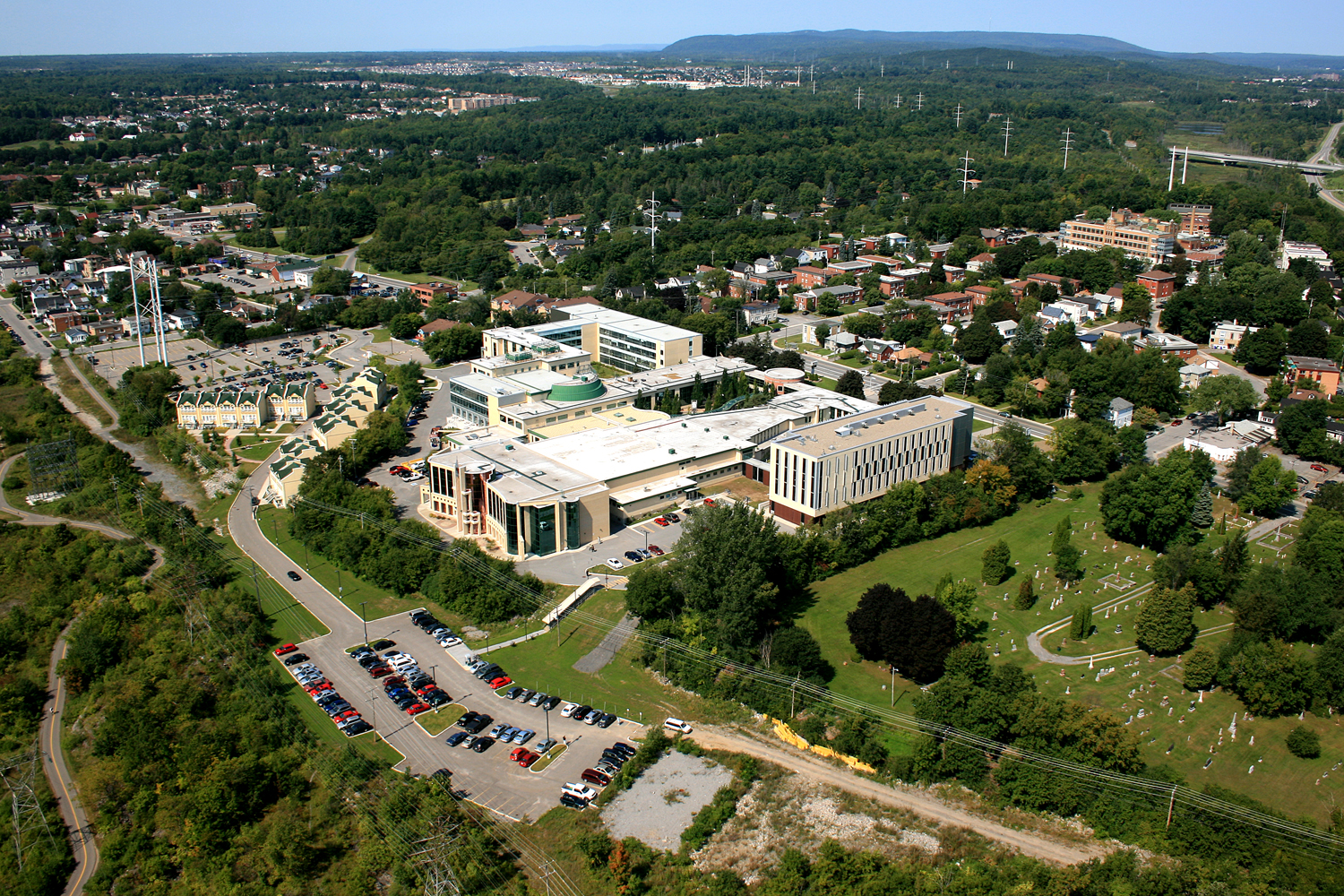
Université du Québec en Outaouais (2009)

Die Université du Québec en Outaouais (UQO) ist eine französischsprachige staatliche Universität in der Region Outaouais,  Québec, Kanada.

## Geschichte
Die Universität wurde 1981 als Université du Québec à Hull (UQAH) gegründet und gehört dem Verbund der Université du Québec an. Seit 2002 führt sie den Namen Université du Québec en Outaouais. Im September 2010 waren an den UQO-Standorten Gatineau und Saint-Jérôme insgesamt 6017 Personen eingeschrieben, davon 4738 Studenten und 1279 Doktoranden.